# 樹もも
樹 もも（いつき もも、1987年12月10日 - ）は、京都府出身の日本の女優。トップアクトプロモーションに所属。

## 出演

### テレビドラマ
- ルビコンの決断 王将編　大東社長娘役
- 日本史サスペンス劇場　役付きレギュラー
- 許された復讐　新しい妻役
- 四谷怪談　お梅役
- 延命院　おころ役
- かわ姥　女中役
- 篤姫　お志賀の方役
- 桂小五郎　ミネ役
- 千姫　ちょぼ役
- イケメンパラダイス新撰組　お琴役
- 織田信長　濃姫役

### 舞台
- COLORS公演「コメディエンヌNo.1」

### CM
- 金城大学